# Johann Christoph von Limbach

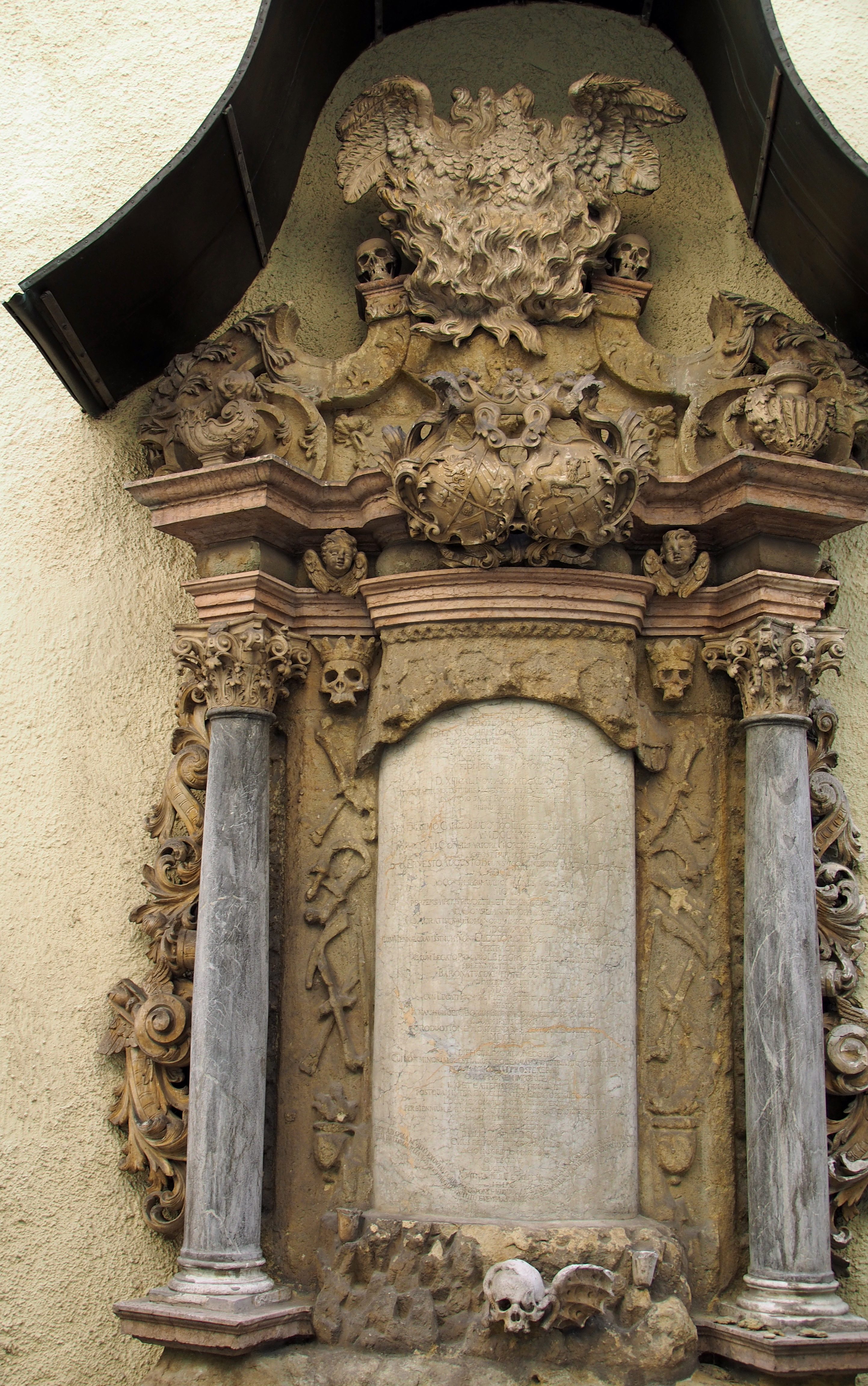
Barockes Epitaph für Johann Christoph Freiherr von Limbach auf dem Evangelischen Gesandtenfriedhof in Regensburg

Johann (auch Johannes) Christoph Freiherr von Limbach (* 20. Oktober 1644 in Schwarzwald bei Ohrdruf; † 9. März 1710 in Regensburg, begraben am 14. März 1710 auf dem Gesandtenfriedhof bei der Dreieinigkeitskirche) war ein hannoverscher Hof- und Geheimrat sowie Komitialgesandter für das Herzogtum Braunschweig-Lüneburg am Immerwährenden Reichstag in Regensburg. Mit seinen Verhandlungen erreichte er für das Herzogtum Braunschweig  die 9. Kurwürde  Seine Korrespondenz mit Gottfried Wilhelm Leibniz zählt heute zum Weltdokumentenerbe der UNESCO.
Am Reichstag in Regensburg konnte Limbach als Gesandter von Braunschweig-Lüneburg nach langwierigen Verhandlungen von insgesamt 16 Jahren mit den Gesandten der bereits bestehenden Kurfürstentümer, unterstützt von Otto Grote zu Schauen, dem Gesandten von Braunschweig-Lüneburg, der am kaiserlichen Hof in Wien, die Verhandlungen mit Kaiser Leopold führte, für das Herzogtum Braunschweig-Lüneburg, die Verleihung der neunten Kurwürde erreichen. Damit entstand als neuntes Kurfürstentum das Kurfürstentum Braunschweig-Lüneburg. Laut Inschrift auf der Limbach-Grabplatte konnte daraufhin Limbach, ausgezeichnet mit den Insignien der Kurwürde, als Freiherr und als Gesandter eines Kurfürsten auch einen Platz im Kurfürstenkollegium einnehmen als Mitglied der als Exzellenzen bezeichneten kurfürstlichen Gesandten. Nur zwei Jahre konnte Limbach dieses Amt ausüben, bevor er im März 2010 starb und eine trauernde Witwe, drei Söhne und zwei Töchter hinterließ.
Begraben wurde Limbach auf dem Gesandtenfriedhof in einer gemauerten Gruft, gelegen an der Südmauer des Kirchhofs in zweiter Reihe, denn in der ersten Reihe direkt an der Südmauer des Kirchhofs waren bereits alle Grabplätze mit an der Mauer angebrachten Grabtafeln vergeben. Die Grabstätte des Gesandten Limbach wurde nach dem Tod seiner Ehefrau im Mai 1713 auch für das Begräbnis der Ehefrau genutzt.
Der Begräbnisort hatte zwar eine prominente Lage, war aber für Kirchgänger, die den südlichen Eingang der Kirche nutzten, wegen der unauffälligen Grabplatte kaum als Limbach-Grabstätte erkennbar, zumal dort nahe benachbart bereits seit 1690 auch die sehr eindrucksvoll gestaltete große Dorville-Grabplatte lag, die alle Aufmerksamkeit der Besucher erhielt. Wie ein eigens angefertigter Bauplan zeigt, gab es aber für die von den Hinterbliebenen geplante Limbach-Grabstätte mit Epitaph den Vorteil, dass am Boden bei der Südmauer des Kirchhofs, die auch die Hausmauer einer benachbarten Bäckerei war, ausreichend Platz vorhanden war, um direkt an der Südmauer des Kirchhofs, das Fundament für das geplante großes Limbach-Epitaph so zu platzieren, dass das Epitaph die Aufmerksamkeit der Besucher erwecken konnte und zugleich auch  die benachbarte  eindrucksvolle Grabplatte des Gesandten Johann Joachim d’Orville ihren Platz behalten konnte. Die Standfestigkeit des erbauten Limbach-Epitaphs wurde durch Verankerung des Epitaphs an der Hausmauer der Bäckerei gewährleistet. Als der dort wohnhafte Bäcker sich über die Beschädigung der Hausmauer beschwerte und entschädigt werden wollte, wurde seine Forderung vom Rat der Stadt abgewiesen, mit dem Argument, dass seine Hausmauer durch das Epitaph nun besser gegen Regen und Kälte geschützt sei. Durch die raumsparende Platzierung von Limbach-Grabstätte und Limbach-Epitaph war nordwestlich lich vor dem Limbach-Epitaph  noch ausreichend Platz vorhanden, um dort auch die große, künstlerisch wertvolle Orville-Grabplatte zu erhalten und so zu platzieren, dass beide Grabdenkmäler heute den Eindruck einer gemeinsamen Grabstätte machen. Eine ursprünglich vorhandene, auf einem alten Foto noch sichtbare, auf dem Sockel des Epitaphs sitzende, trauernde Frauenfigur hat sich in der Zeit nach 1900 nicht erhalten.

## Familienleben und Berufsbeginn
Wie alle Grabplatteninschriften auf dem Gesandtenfriedhof wurde auch die Inschrift der Limbach-Grabplatte, die heute nicht mehr lesbar ist, durch eine 1758 entstandene Abschrift eines Mitarbeiters des städtischen Bauamtes gesichert.
Aus der Inschrift der Limbach-Grabplatte lässt sich entnehmen, dass Johannes Christoph Freiherr von Limbach am 20. Oktober 1644 in Gotha geboren wurde. Er war der Sohn von Johann Limbach, Oberamtmann des Fürsten von Sachsen Gotha. Seine Mutter war Anna Margaretha Hesler. Limbach war zweimal verheiratet und hatte aus seiner ersten Ehe mit Catharina Barbara Mugenius die Tochter (Maria Christiana), die früh verstarb, und den Sohn Ferdinand Ernst. Aus seiner zweiten Ehe mit Anna Sophia Breithaupt von Cosperoda, jüngste Tochter des Hofrates von Sachsen-Gotha, (* 8. Oktober 1655) hatte er fünf Kinder. Seine zweite Ehefrau Anna Sophia verstarb am 2. Mai 1713 in Regensburg drei Jahre nach ihrem Ehemann, im Alter von 58 Jahren.
Limbach, der nach seinem Studium an den Universitäten Straßburg und Jena an der Universität Gießen 1669 promoviert hatte, wirkte ab 1685 für das Herzogtum Braunschweig-Lüneburg und für das Fürstentum Calenberg  als Gesandter. In einer besonderen Mission wurde Limbach zum Kurfürstentum Pfalz entsandt, um über die Erbschaft der raugräflichen Kinder zu verhandeln, die allein dem Kurfürstentum Pfalz zugefallen war.
Für das Herzogtum Braunschweig-Lüneburg wirkte Limbach nach 1685 als hannoverscher Hofrat und als außerordentlicher Gesandter von Herzog Ernst August zunächst in Heidelberg, dann 1688 in Münster und von 1690 bis 1693 am kaiserlichen Hof in Wien. 1692 war er zum kurhannoverschen Geheimen Legationsrat ernannt worden und erzielte ab 1693 in sehr langwierigen und mühsamen Verhandlungen als Komitialgesandter sowohl am Reichstag in Regensburg als auch in Wien mit Kaiser Kaiser Karl VI seinen größten diplomatischen Erfolg. Gegen den hartnäckigen Widerstand des Kaisers und vieler Reichsfürsten konnte Limbach für seinen Landesherren die neunte Kurwürde  vereinbaren und sichern. Damit entstand das neunte Kurfürstentum Braunschweig-Lüneburg.
Limbach verstarb im März 1710, am fünften Tag einer hitzigen Krankheit. Er wurde in einer Gruft auf dem südwestlichen Gesandtenfriedhof begraben. Das war ein prominenter Begräbnisort am Zugangsweg zum Südportal der Dreieinigkeitskirche. Dort war eine Großbaumaßnahme zur Erstellung von drei benachbarten Grabstätten geplant und das Bauamt hatte dafür einen speziellen, auf 1711 datierbaren und noch heute erhaltene Baulageplan erstellt. Auf dem Plan sind einige damals bereits vorhandene und zusätzlich drei geplante neue Grabstätten und Epitaphien schematisch eingetragen.